# USS District of Columbia (SSBN-826)
USS District of Columbia (SSBN-826) – amerykański okręt podwodny z napędem jądrowym typu Columbia przeznaczony do przenoszenia pocisków balistycznych SLBM, którego budowa rozpoczęła się w 2022 roku. . Przewidywany koszt jednostki, która jest pierwszym okrętem serii wynosi 14,5 mld dolarów, z czego 5,7 mld dolarów przypada na koszty opracowania projektów szczegółowych nowego typu jednostek oraz koszty opracowania inżynieryjnego, zaś 8,8 mld dolarów przewidziane jest na samą budowę okrętu prototypowego. Koszty budowy wszystkich pozostałych 11 okrętów typu, mają się zamknąć w kwocie 8 mld dolarów za każdy.